# Johanna Katharina Morgenstern
Johanna Katharina Morgenstern, in 2. Ehe verheiratete Morgenstern-Schulze, geborene Brömme (* 8. Mai 1748 in Magdeburg; † 11. September 1796 ebenda), auch Johanna Catharina Morgenstern-Schulze, war eine deutsche Schriftstellerin. Sie verfasste Erbauungsschriften, Kochbücher und hauswirtschaftliche Literatur für Frauen.

## Leben
Ihr Vater war der Handelskaufmann und ehemalige Magdeburger Ratsherr Johann Friedrich Brömme. 1767 heiratete sie den 21 Jahre älteren Arzt Friedrich Simon Morgenstern (1727–1782). Morgenstern war Stadtphysikus, Beisitzer des medizinischen Kollegiums zu Magdeburg sowie Hebammenlehrer im Herzogtum Magdeburg und zu seiner Zeit auch als Schriftsteller und Naturforscher bekannt. Aus dieser Ehe stammen der Philologe Johann Karl Simon Morgenstern und der Kaufmann Friedrich August S. Morgenstern.
Nach dem Tod ihres Mannes ging sie 1785 eine zweite Ehe mit dem Ratsherrn und späteren Kämmerer Schulze ein. Von ihren sechs Kindern aus erster Ehe überlebten nur zwei Söhne, drei Kinder aus der zweiten Ehe starben vorzeitig.

## Literarische Tätigkeit
Morgenstern war eine im Sinne der Aufklärung vielseitig gebildete Frau, durch ihre pädagogischen und haushaltsökonomischen Werke war sie in weiten Kreisen bekannt. Ihre hauswirtschaftlichen Veröffentlichungen zielten auf bürgerliche Haushalte und dokumentierten Aufgaben und Pflichten einer Hausfrau. Bildungsziel war die sparsame und umsichtige Hausfrau, nicht die belesene und gewandte Gesellschafterin. In ihren Lehren und Erfahrungen für junges Frauenzimmer warnte sie vor zu vielem Romanlesen. Einige ihrer Schriften wurden bis ins 19. Jahrhundert neu aufgelegt.
Sie war mit dem Prediger Christoph Christian Sturm befreundet, der von 1769 bis 1778 an der Heilig-Geist-Kirche Magdeburg wirkte. Sturm ermunterte sie zur Herausgabe ihrer moralischen und Erbauungsschriften für Frauenzimmer.
Ihre erste Schrift, Unterricht für ein junges Frauenzimmer, verfasste sie „bloß für ihre sich eben verheyrathende Schwester und für ein paar junge Frauenzimmer, bey welchen sie Mutterstelle vertrat“. Ein Buchhändler brachte das Buch und eine zweite stark vermehrte Auflage heraus. Spätere Auflagen mit willkürlichen Erweiterungen durch den Verleger, auch unter dem Titel Magdeburgisches Kochbuch, fanden nicht die Zustimmung der Autorin.
In Zusammenarbeit mit Christine Dorothea Gürnth, geborene Hentschel (1779–1813), gab sie die Frauenzeitschrift Oekonomisches, moralisches und gemeinnütziges Journal für Frauenzimmer heraus. Gürnth hatte zuvor anonym die Anthologie Amaliens Krämchen veröffentlicht und brachte ab 1790 ihre Gartenökonomie für Frauenzimmer in drei Bänden heraus. Die meisten Beiträge des Oekonomischen Journals kamen allerdings von Morgenstern, vier Hefte der Quartalsschrift mit je 125 Seiten erschienen 1794/95, der Preis betrug 8 Groschen pro Heft. Zu den behandelten Themen gehörten die Hauswirtschaft, Kochrezepte und Tipps zur Wäschepflege, Rezepturen zu Selbstherstellung diverser Produkte, Anweisungen zu sorgsamer Vorratshaltung und Resteverwertung sowie Ermahnungen zum Einkauf einheimischer Waren. Daneben fanden sich auch botanische und zoologische Artikel für Gartenbau, Tierhaltung und Fischerei, über Spinnen, Weben, Bleichen, Färben und Nähen sowie Ratschläge zur Körper- und Krankenpflege.
Ihr Lesebuch für angehende weibliche Dienstboten wurde in der magdeburgischen Industrie- und Armen-Schule und anderen „Schulanstalten für Mädchen der niedern Stände“ eingeführt, von ihrem Unterricht im Seidenbau ließ die Magdeburger Kammer auf Anweisung des preußischen Staatsministers Carl August von Struensee einige hundert Exemplare unentgeltlich an bedürftige Interessenten verteilen.
In verschiedenen Zeitschriften veröffentlichte sie Aufsätze und Gedichte. Bis kurz vor ihrem Tod arbeitete sie an einem neuen Werk, dessen Erscheinen unter dem Titel Die Hausmutter in allen ihren häuslichen und wirthschaftlichen Geschäften geplant war. All ihre Schriften erschienen ohne Nennung ihres Namens, und die Honorare verwandte sie zu wohltätigen Zwecken.

## Werke
- Abendgedanken eines Frauenzimmers; mit einer Vorrede Herrn Pastors Sturm in Hamburg, Hamburg 1781
- Unterricht für ein junges Frauenzimmer, das Küche und Haushaltung selbst besorgen will, aus eigner Erfahrung ertheilt von einer Hausmutter, Johann Adam Creutz, Magdeburg 1782, 2. verb. u. verm. Aufl. 1784 (Google-Books); auch Frankfurt/Leipzig 1785.
- Abendbetrachtungen eines Frauenzimmers, auf alle Tage des Jahres, mit einigen Liedern, 2 Teile, Magdeburg 1783
- Lehren und Erfahrungen für junges Frauenzimmer, von der Verfasserin der Abendbetrachtungen und Abendgedanken eines Frauenzimmers, auch des Unterrichts in der Küche und Haushaltung, 3 Teile, Halle 1786
- Lesebuch für angehende weibliche Dienstboten, 1. Teil, Halle 1789, nachgedruckt unter dem Titel Der goldene Spiegel, ein Geschenk für Mädchen, welche in Dienst treten wollen, Salzburg 1791. – Teil 2 unter dem Titel: Unterweisung für das weibliche Geschlecht aus den untern Ständen, in den Pflichten und Geschäften der Kinderwärterin, des Hausmädchens, Nähmädchens, der Köchin, Haushälterin und Krankenwärterin, Halle 1790
- Erfahrungen einer Hausmutter, von der Verfasserin des Unterrichts in der Küche …, Halle 1789
- Neue Erfahrungen einer Hausmutter, für junge Frauenzimmer, welche Küche und Haushaltung selbst besorgen wollen; als Fortsetzung des Unterrichts für ein junges Frauenzimmer …, Leipzig 1793
- Oekonomisches, moralisches und gemeinnütziges Journal für Frauenzimmer; von der Verfasserin des Unterrichts für ein junges Frauenzimmer, das Küche und Haushaltung selbst besorgen will, und der Verfasserin der Gartenökonomie (Madame Gürnth), 4 Hefte, Leipzig 1794 und 1795; Neuauflage unter dem Titel Etwas für Frauenzimmer. Moralischen, ökonomischen und gemeinnützigen Inhalts. Von der Verfasserin des Magdeburgischen Kochbuchs, Eurich, Leipzig 1809
- Kurzer Unterricht im Seidenbau, besonders für Arme und Unbemittelte, von der Verfasserin des Unterrichts für ein junges Frauenzimmer, das Küche und Haushaltung selbst besorgen will, Thomas, Braunschweig 1796; Online
- Von der Eintheilung der wirthschaftlichen Ausgaben, in: Sammlung kleiner Aufsätze zur Bildung der Frauen, Leipzig 1796